# بيت بن الشيخ

تعديل مصدري - تعديل

بيت بن الشيخ هي إحدى قرى عزلة القارة بمديرية رصد التابعة لمحافظة أبين، بلغ تعداد سكانها 64 نسمة حسب تعداد اليمن لعام 2004.